# Achyranthes bidentata
Achyranthes bidentata es una especie de planta herbácea perteneciente a la familia Achyranthes. Se distribuye por Asia, en India, Nepal, China y Japón.

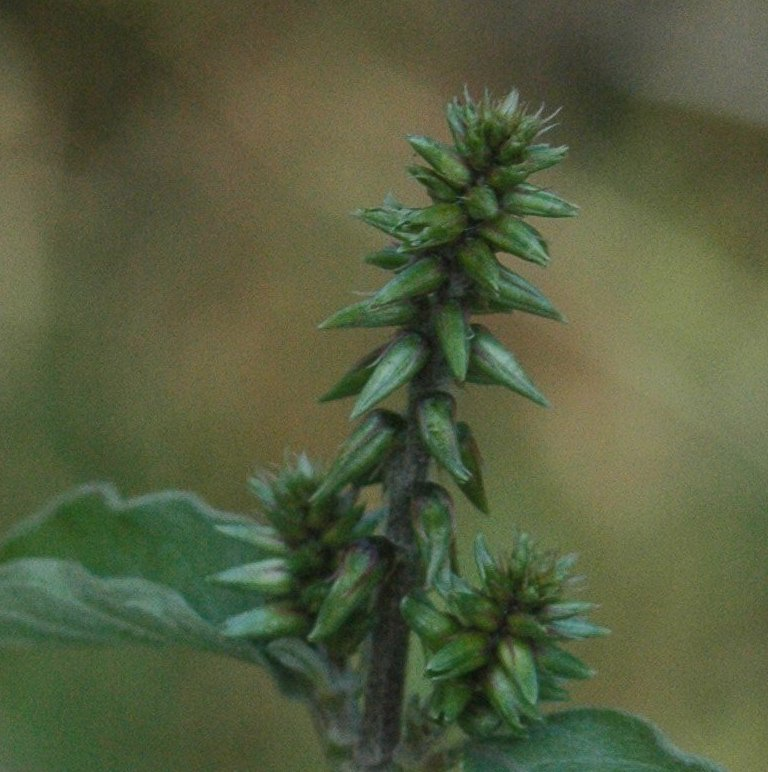
Inflorescencia

## Descripción
Es una planta herbácea perennifolia que alcanza entre 70 y 120 cm de altura. El tallo es verde o de coloración púrpura, pubescente, angulado o cuadrangular, con las ramificaciones opuestas. La hoja posee una lámina elíptica o elíptico-lanceolada, a veces oblanceolada, de entre 4.5 y 12 de longitud y 2 a 7.5 cm de anchura y con pecíolos pubescentes de entre 0.5 y 3 cm. Presenta gran número de flores de pequeño tamaño, alrededor de 5 mm con brácteas ovadas acuminadas y bracteolas espinosas. Semillas de hasta 1 mm, oblongas y de color marrón pálido. En su hábitat original florece entre julio y septiembre y fructifica entre septiembre y octubre. Tiene un número cromosómico de: 2n = 42, 84.

## Propiedades
En la medicina tradicional de China se utiliza esta planta para estimular la menstruación, reducir el dolor en cálculos renales, tratar de úlceras en la boca y para el tratamiento del dolor de muelas. Los experimentos realizados con ratas han demostrado que los extractos de la planta incrementan el flujo sanguíneo y tienen efectos vasodilatadores, antiinflamatorios y analgésicos a pesar de que ninguno de sus compuestos conocidos, como los derivados esteroideos ecdysterona e inokosterona o el ácido oleanólico tienen esos efectos.

## Taxonomía
Achyranthes bidentata fue descrita por Carl Ludwig Blume y publicado en Bijdragen tot de flora van Nederlandsch Indië 2: 545. 1825.
Etimología
Achyranthes: nombre genérico que procede del griego achyron, que significa "paja o cáscara" y anthos, que significa "flor", aludiendo al aspecto del cáliz.
bidentata: epíteto latino que significa "con dos dientes".
Sinonimia
| - Achyranthes chinensis Osbeck - Achyranthes fauriei H.Lév. & Vaniot - Achyranthes fruticosa Lam. - Achyranthes japonica (Miq.) Nakai - Achyranthes lanceolata Klein ex Wall. - Achyranthes longifolia f. rubra F.C.Ho - Achyranthes megaphylla Y.H.Li - Achyranthes mollicula Nakai | - Achyranthes ogatai Yamam. - Achyranthes rotundifolia (Ohwi) M.Suzuki - Achyranthes ryukyuensis Tawada - Achyranthes wightiana Wall. - Centrostachys bidentata (Blume) Standl. - Centrostachys fruticosa (Lam.) Standl. - Centrostachys moquinii Standl. |